# 直枝政広
直枝 政広（なおえ まさひろ、1959年8月26日 - ）は、日本の音楽プロデューサー。ロックバンドカーネーションのリーダー、ボーカル、ギター。
東京都品川区中延生まれ。18歳まで千葉県松戸市で育ち、大学時代は東大井に住む。東京都立秋川高等学校卒業後、東京造形大学造形学部美術学科（絵画科油絵専攻）卒業。血液型B型。

## 略歴
1966年頃からレコード（グループ・サウンズ、歌謡曲にはじまり、ザ・ベンチャーズ、ロック）を聴くようになり、中学時代に2人組のバンド「APPLE」を結成、APPLEは英語詞のオリジナル曲を多数残した。ビートルズの『レット・イット・ビー』に影響を受け、銀座のビルの屋上で映画（自主）も撮影。高校時代は四人囃子やはっぴいえんどを演奏する「トド」という4人組のエレクトリック・バンドと、フォーク・デュオ「麻呂」を結成し活動。二浪後の末に東京造形大学に入学。音楽サークル「重音」に所属し、1980年にバンド「ほのぼのレイプス」、1981年に「耳鼻咽喉科」（メンバーには画家の徳永雅之、木工家の丹羽望らがいた）を結成、名前のせいでチケットが売れないというメンバーの意見や、音楽性がポップになったという理由から「カーネーション」と改める。
高校の同級生に映画監督の天願大介、一年先輩にギタリストの浅野祥之、従弟に映画監督の山本淳一がいる。大学時のサークルには、FLYING KIDSの丸山史朗、TOM★CAT、BARBEE BOYSの杏子がおり、同期には『新世紀エヴァンゲリオン』のキャラクターデザインを手がけた貞本義行（カーネーションのファンとしても知られる）、後の後輩には草野マサムネらがいる。
尊敬していたムーンライダーズの鈴木慶一・博文兄弟の自宅にデモテープを送付したところ、鈴木博文から「君の音楽は面白いからうちに来るといい。遊びにおいでよ」と電話があり、メンバー全員で自宅を訪ねる。このことがきっかけとなり、博文と「政風会」を結成。1984年『陽気な若き博物館員たち』（徳間ジャパン）に直枝政太郎名義で「運河の兵隊」「トロッコ」を発表。1986年に政風会とカーネーション各4曲ずつを収録したアルバム『DUCK BOAT』（Switch）が発売される。
1988年、カーネーション、メジャー・デビュー。メトロトロンから初フルアルバム「Young Wise Men」リリース。
1989年、モーリス名義で「BAD LOOKS」（メンバーはKAN、風祭東、清水淳）にも参加。
1999年、それまで名乗っていた「直枝政太郎」から本名である「直枝政広」に戻す。
上田ケンジ、豊田道倫らとレーベルBumblebee Recordsを主宰し、V.A.『墨堤夜景』（1999）、直枝政広『HOPKINS CREEK』（2000）などをリリース。
2007年に初の自伝的な音楽書『宇宙の柳、たましいの下着』（boid）を出版。
2013年、同い年（1959年生まれ）である鈴木惣一朗と「Soggy Cheerios」を結成。

## 人物
日本の音楽界きってのレコードジャンキーであり、専門誌への執筆活動も多い。
20代前半までに、ビートルズ、ニール・ヤング、ボブ・ディラン、ザ・バンド、トッド・ラングレン、エルヴィス・プレスリー、XTC、フランク・ザッパ、はっぴいえんど、ムーンライダーズ、すきすきスウィッチなどから多大な影響を受けるが、英米のルーツ・ミュージック、フォーク、R&B、ポップス、ニュー・ウェイヴ、ソウル・ミュージック、ブルースといった様々なジャンルを自陣の音楽性にも反映させたり、デビュー以降もこだわりなく様々な後輩を高く評価したり、アイドルポップスまで好んだりと、その関心は非常に幅広い。
岡村靖幸の熱狂的なファンであり、トリビュート・アルバム『どんなものでも君にかないやしない』の実現に尽力、自身もそこからのシングルCD/10インチEPとして「だいすき／あの娘ぼくがロングシュート決めたらどんな顔するだろう」を朝日美穂との共作でリリースした。最も好きな作品は『家庭教師ライヴ'91』（映像作品）。岡村のDVDボックス・セット『20世紀と伝説と青春』同梱のブックレットの監修も務めた。
文学的な原点は深沢七郎『みちのくの人形たち』の文体やリチャード・ブローティガンの詩。十代の時、教科書で知った上林暁「花の精」抜粋の鮮烈な記憶を今も追い続けている。
苦手な音楽にキング・クリムゾンとロキシー・ミュージックを挙げている。キング・クリムゾンが苦手な理由は本人もわからないらしく、メンバーのソロ活動や近年『アイランズ』は聴いていると発言している。ロキシーは声が生理的に苦手だという。

## 作品

### ソロアルバム
- 東京ゴジラ（カセット、1982年／新生ナゴムレコード、2013年。耳鼻咽喉科「偉大なる2年 Anthology 1981-1983」の特典ディスクに一曲収録）
- ポラーノ（カセット、1983年／ナゴムレコード版『東京ゴジラ』ボーナストラック、2013年。「ロック画報 第24号」に一曲収録）
- 月にかかる息
- HOPKINS CREEK（2000年）
  - 親交のあった福島県在住の兄弟ユニット、ブラウンノーズらとの共同制作。
- HOPKINS CREEK 店頭特典カセット（「月にかかる息」などを収録、2005年）
- man-hole オリジナル・サウンドトラック（2001年4月9日）
  - 映画「man-hole」サウンドトラック

### 政風会
- DUCK BOAT（1986年）
- 政風会（2007年）

### Soggy Cheerios
- 1959（2013年）
- EELS AND PEANUTS（2015年）
- Ⅲ（2019年）

### プロデュース
- 青山陽一『Sings With The Blue Mountains』（1990年）＊鈴木博文との共同プロデュース
- 斉藤美和子『歌謡美の女』（1992年）
- 松江潤『サニー・ポップ・ジェネレーション』（1993年）
- 加藤いづみ『SAD BEAUTY』（1997年）
- 大森靖子『絶対少女』（2013年）
- 映画『ワンダフルワールドエンド』（2015年1月17日） - 音楽プロデュース

### 楽曲提供
- 森高千里 「夜の煙突」「はだかにはならない」（「非実力派宣言」収録）、「うちにかぎってそんなことはないはず」（「古今東西」収録）、「Rock Alarm Clock」（「ペパーランド」収録）
- 安達祐実 「VANILLAのリップ」（アルバム「Viva! AMERICA」収録）
- 森口博子「あなたを追い越した」、「手をつないでイタリアに行こうね」
- 兵藤ゆき「お前のパパはオイラが嫌い」
- ミスタードーナツ「フルーズン」CM曲（作曲）
- 姫乃たま「パノラマ街道まっしぐら」（作曲・編曲、アルバム「パノラマ街道まっしぐら」収録）

### 楽詩提供
- 中西圭三「遠い夜明け」
- 原田知世「夢の砦」
- 松尾清憲「渚にて」
- 松尾一彦「街」、「Monin'」
- 村田和人「10000ブルース」、「夜を越えて」
- 森川美穂「ブリッジから見た夜明け」
- 鈴木雅之「雨に願いを」、「特別な一日」

### 参加
- drive music（メトロトロンレコード、オムニバス「musicInternational Avant-garde Conference vol.1」収録、1992年）
- ちやとり図鑑（稚野鳥子漫画作品イメージアルバム、1993年）
- 墨堤夜景（バンブルビーレコード、コンピレーション、1999年）
- ボクハナク （ムーンライダーズ、ヴォーカル・アルバム「DON'T TRUST OVER THIRTY」収録）
- 僕は負けそうだ（ムーンライダーズ、ヴォーカル・アルバム「Bizarre Music For You」収録、1996年）
- あの日のPhotograph、WAKE UP!、宝船船上大宴会（イメージアルバム「わかつきめぐみの宝船ワールド」収録、「宝船船上大宴会」は馨役として）
- トロッコ、運河の兵隊（水族館レーベル、オムニバス「陽気な若き博物館員たち」収録）
- あめまち feat.直枝政広（カーネーション）&のらん（宮川弾アンサンブル）

### 著書
- 宇宙の柳、たましいの下着（未収録音源CD付録）

### その他
- 明星食品「明星一平ちゃん」 CM曲歌唱（発売初期）
- 東急グループ CM出演（2006年）
- FM横浜「ロック・シナトラ」（パーソナリティー）
- ドラマCD「月は東に日は西に」 （春日野馨役で声優）
- ロック画報 第24号付録CDに「麻呂」の音源収録